# Femmes et sciences
L’association Femmes et sciences est une association française dont l'objet est d'inciter les jeunes, en particulier les filles, à s’engager dans les formations scientifiques et techniques, de favoriser la promotion des femmes engagées dans des carrières scientifiques et d'améliorer par toute action la visibilité des femmes scientifiques.
En 2014, l’association a reçu le trophée d’Or APEC, catégorie associations et organismes publics.

## Historique
À la fin du XXe siècle,  des femmes scientifiques et sociologues se sont alarmées du déficit de femmes dans les études scientifiques, en dépit de leur excellente réussite aux baccalauréats scientifiques. Les travaux d'Huguette Delavault abordent ce sujet en profondeur,,. 
Le 28 et 29 avril 1998, la Commission européenne organise les journées « Femmes et sciences », parrainées par Édith Cresson, pour adresser ces disparités représentatives dans le monde scientifique. En 2000, une convention interministérielle à transformer les rapports hommes-femmes en France se concrétise dans le champ de l'éducation avec plusieurs outils dont les journées Femmes et Sciences. 
L'association Femmes et sciences a été créée fin 2000 par Françoise Cyrot-Lackmann, Huguette Delavault, Françoise Gaspard, Claudine Hermann, Colette Kreder et l’association femmes et mathématiques pour réagir à cet état de fait. Françoise Héritier, alors professeur au Collège de France, fait partie des membres d’honneur.

## Actions
Agréée par le ministère de l'Éducation nationale, l’association envoie, dans toute la France, ses adhérentes dans les collèges et lycées présenter aux jeunes lors d’exposés, de tables rondes ou de forums des métiers, la variété des formations des scientifiques, les enjeux du futur, et leur montrer des modèles de femmes scientifiques plus accessibles que Marie Curie. Les exposés s'adressent aux filles comme aux garçons. 
En 2014 plus de 7 200 collégiennes, collégiens, et lycéennes et lycéens ont été rencontrés dans toute la France, principalement en Île-de-France, Alsace, Provence-Alpes-Côte d'Azur et Midi-Pyrénées[réf. nécessaire].
L’association organise chaque année, alternativement à Paris et en province, un colloque sur la conciliation de la vie professionnelle et de la vie familiale et sur les actions menées aussi bien dans le public que dans le privé pour aider et promouvoir la carrière des femmes scientifiques. Chaque colloque fait l’objet d’actes disponibles sur le site de l’association. Le prochain colloque aura lieu à Montpellier le 10 novembre 2017. Son titre sera « Mentorat, coaching et accompagnement professionnel des femmes scientifiques dans le public et le privé ».
L’association a élaboré pour le corps enseignant un fascicule « Les femmes et les sciences, au-delà des idées reçues » régulièrement remis à jour et réédité, et à l’intention des jeunes, sur son site Internet, un diaporama « Filles et garçons, osez les sciences et les technologies ! », qui présente la variété des formations et des fonctions dans différents domaines des secteurs privés et publics de la recherche et de l'industrie.  
Lors de l'eclipse solaire partielle du 25 octobre 2022, l'association est partenaire de l'événement "Les Éclipsées : femmes scientifiques ou la face cachée de l'histoire" organisé à l'observatoire de Paris, au cours duquel fut dévoilé le projet Hypatie pour la Tour Eiffel, soutenu par Sorbonne Université. Ce projet propose de compléter la liste des grands savants du 1er étage du monument en ajoutant au deuxième étage les noms de 40 femmes scientifiques.   

## Partenariats
En France, l’association collabore avec les associations Femmes et mathématiques, Femmes ingénieurs, Association pour la parité dans les métiers scientifiques et techniques, Women in Nuclear, Elles Bougent et le réseau Sciences ParisTech au féminin.
Forte de près de trois cents membres personnes physiques, l'association compte aussi des personnes morales parmi ses adhérents, dont  les associations Femmes et mathématiques, Femmes ingénieurs, Parité Science à l'APMST de Grenoble, l'ENS Cachan, l'ENS Rennes, l'École polytechnique, l'ESPCI ParisTech, l'École des mines ParisTech, l'INP Grenoble, la Délégation régionale Midi Pyrénées du CNRS.
À l'étranger, l'association Femmes & Sciences est membre de la Plate-forme européenne des femmes scientifiques, European Platform of Women Scientists (EPWS). Femmes & Sciences a des relations privilégiées avec des associations de femmes scientifiques d’Algérie et de Tunisie.

## Expertise et interventions auprès d’institutions
L’association participe à divers comités régionaux, nationaux et européens pour accroître la visibilité des femmes scientifiques, aussi bien dans le secteur public que privé.
Claudine Hermann est membre du jury du prix Irène-Joliot-Curie créé en 2004.

## Présidentes
- Claudine Hermann, physicienne, 2000 - 2004.
- Colette Guillopé, mathématicienne, 2004 - 2008.
- Florence Durret, astrophysicienne, 2008 - 2010.
- Véronique Ezratty, centralienne et docteur ès sciences, 2010 - 2013.
- Nathalie Van de Wiele, agrégée de physique, directrice d'ePrep, coordinatrice de Sillages.info, 2013 - 2014.
- Sylvaine Turck-Chièze, astrophysicienne, 2014 - 2018.
- Nadine Halberstadt, physicienne, 2018 - 2021.
- Isabelle Pianet, physicienne, 2021 - 2022.
- Isabelle Vauglin, astrophysicienne, 2022 -